# Simon Scarrow
Simon Scarrow   (Lagos, 3 d'octubre de 1962) és un escriptor anglès, que ha viscut pràcticament sempre a Anglaterra, actualment a Norwich. Després de graduar-se en història a la Universitat d'East Anglia, i treballar a l'Inland Revenue, departament depenent del govern britànic, va decidir tornar a la universitat i durant anys va ser professor d'història, professió que, per cert, recomana. Així, va ser lector primer a l'East Norfolk Sixth Form College i després al City College Norwich. A poc a poc va anar compaginant l'ensenyament amb l'escriptura fins que, el 2005, va decidir dedicar-se de ple a l'ofici d'escriptor. De la confluència de la seva passió per la història i la seva admiració per autors com a C. S. Forester i Patrick O'Brian va sorgir el projecte d'un cicle de novel·les situades en temps de l'Imperi Romà, protagonitzada pels ja famosos legionaris Cato i Macro. L'originalitat del plantejament de fer protagonistes a dos amics, seguint les petjades de les buddy movies, va impactar el públic. La primera, El Águila del Imperio (2000), va obtenir tant el favor de la crítica i dels lectors com un càlid acolliment per part d'escriptors com Steven Saylor o Bernard Cornwell. També és autor d'una tetralogia anomenada Revolució, que versa sobre les vides paral·leles de Napoleó Bonaparte i Arthur Wellesley, duc de Wellington, i de la sèrie Gladiador, per a públic juvenil i també ambientada a la Britànnia romana, entre altres obres. El seu germà, Alex Scarrow, també és escriptor.

## Llibres publicats
Sèrie Eagles of the Empire
1. Under the Eagle  (2000)
2. The Eagle’s Conquest  (2001)
3. When the Eagle Hunts  (2002)
4. The Eagle and the Wolves  (2003)
5. The Eagle’s Prey  (2004)
6. The Eagle’s Prophecy  (2005)
7. The Eagle in the Sand  (2006)
8. Centurion  (2007)
9. The Gladiator  (2009)
10. The Legion  (2010)
11. Praetorian  (2011)
12. The Blood Crows  (2013)
13. Brothers in Blood  (2014)
14. Britannia  (2015)
15. Invictus  (2016)
16. Day of the Caesars (2017)
17. The Blood of Rome (2018)
18. Traitors of Rome (2019)
19. The Emperor's Exile (2020)
20. The Honour of Rome (2021)
21. Death to the Emperor (2022)
22. Rebellion (2023)
23. Revenge of Rome (2024)

Sèrie Wellington & Napoleon Quartet
1. Young Bloods  (2007)
2. The Generals  (2008)
3. Fire and Sword  (2009)
4. The Fields of Death  (2010)

Sèrie Gladiator (Per a públic juvenil)
1. Gladiator: Fight for Freedom (2011)
2. Gladiator: Street Fighter (2012)
3. Gladiator: Son of Spartacus (2013)
4. Gladiator: Vengeance (2014)

Sèrie Arena (Sèrie escrita conjuntament amb T.J. Andrews)
1. Barbarian  (2012)
2. Challenger  (2012)
3. First Sword  (2013)
4. Revenge  (2013)
5. Champion  (2013)

Aquests títols es van publicar per separat en format electrònic, i al 2013 van aparèixer en un únic volum en format electrònic i en paper, amb el títol Arena.
Sèrie Invader  (Escrita conjuntament amb T.J. Andrews)
1. Death Beach  (2014)
2. Blood Enemy  (2014)
3. Dark Blade  (2014)
4. Imperial Agent  (2015)
5. Sacrifice  (2015)

Aquests títols es van publicar per separat en format electrònic, i al 2015 van aparèixer en un únic volum en format electrònic i en paper, amb el títol Invader.
No pertanyen a cap sèrie
- The Sword and the Scimitar[5] (2012) Sobre el Setge de Malta
- Hearts of Stone[6] (2015) Ambientada a Grècia durant la Segona Guerra Mundial